# Джузеппе Чезаре Абба
Джузеппе Чезаре Абба (італ. Giuseppe Cesare Abba; 6 жовтня 1838 — 6 листопада 1910) — італійський письменник. Сподвижник Гарібальді та учасник «Експедиції Тисячі».

## Біографія
Народився 6 жовтня 1838 року у Каїро-Монтенотте у Лігурії, яка була тоді частиною Сардинського королівства. У 1850 році вступив до пансіону у Каркаре, де викладав батько Атаназіо Каната (італ. Atanasio Canata), який прищепив учням любов до граматики, літератури та до батьківщини. Навчався в Академії образотворчих мистецтв у Генуї, яку він залишив у 1859 році, вступивши на службу до кавалерійського полку у Пінероло. У 1860 році вирушив до Парми, де приєднався до волонтерів Гарібальді, з якими взяв участь у більшості битв, що призвели в результаті Королівство обох Сицилій до об'єднання з Італією. Здобув офіцерський чин. Під час експедиції вів щоденник, який надалі став основою для його літературних творів.
Після війни повернувся до Каїро-Монтенотте, де у квітні 1861 року разом із групою однодумців організував «Товариство взаємодопомоги робітників» (італ. Societa Operaia di Mutuo Soccorso). У 1862 році він переїхав до Пізи, де відвідував лекції знаменитих університетських професорів і займався літературною працею. У 1866 році брав участь з Гарібальді у війні за незалежність.
З 1 листопада 1868 року став заступником мера, з 2 травня 1875 року до 17 серпня 1880 року обіймав посаду мера Кайро-Монтенотте.
У 1881 році отримав посаду професора кафедри італійської мови в ліцеї Торрічеллі у Фаенці, де працював 3 роки.
У 1884 році він став професором Технічного інституту ім. Нікколо Тартальї у Брешії, де викладав протягом 26 років, став деканом факультету та членом міського муніципалітету.
5 червня 1910 року призначений почесним членом сенату Італії.
Помер у Брешії 6 листопада 1910 року. Похований із державними почестями в Кайро-Монтенотте.
У 1915 році один з нових есмінців типу «Піло» був названий на його честь.

## Сім'я
Батька звали Джузеппе (нар. 1801), мати — Джиліоза Перла (нар.1806).
Був одружений двічі. Вперше одружився у 1871 році на своїй кузині Розі Перла (італ. Maria Teresa Rosa Perla, нар.1847). Вони мали четверо дітей: синів Маріо (нар.1874) та П'єтро (нар.1879), і доньок Джиліозу (нар.1872) та Катерина (нар.1876). Вдруге одружився у 1886 році на Терезіті Ріццаті.

## Творчість
У 1863 році Абба написав поему «На смерть Чезаре Нулло», а потім гарібальдійську поему «Арріго: Від Кварто до Вольтурно», опубліковану у 1866 році.
Національну славу йому принесла хроніка «Від Куарто до Вольтурно: нотатки одного з Тисячі» (італ. Da Quarto al Volturno: noterelle d’uno dei Mille (1880), в якій зображений образ народного полководця Гарібальді, передана сувора героїка революційної боротьби. Твір отримав високу оцінку поета Джозуе Кардуччі.
Також є автором історичного роману «Береги Борміди в 1794 р.» (італ. Le rive della Bormida nel 1794, 1875), збірок віршів «Романья» (італ. Romagna, 1887) та «Старі вірші» (італ. Vecchi versi, 1906), збірки новел «Побачене» (1887), загальноосвітніх книг «Історія Тисячі, розказана для дітей» (1904), «Гарібальдійські справи» (1907) та ін.
Публіцистика Абби зібрана у книзі «Сторінки історії» (італ. Pagine di storia, v. 1-3, 1914).

## Нагороди
- Орден Святих Маврикія та Лазаря
- Срібна медаль «За військову доблесть»
- Пам'ятна медаль «1000 di Marsala»